# 咸昌站
咸昌站（：／ Hamchang yeok */?）是慶北線沿線的一座鐵路車站，位於韓國庆尚北道尚州市咸昌邑，有無窮花號列車停靠。

## 历史
- 1924年12月25日 - 落成使用。

## 相鄰車站
韓國鐵道公社
慶北線
白元－咸昌－店村